# Salome Þorkelsdóttir
Salome Þorkelsdóttir (deutsche Transkription Salome Thorkelsdottir; * 3. Juli 1927 in Reykjavík) ist eine ehemalige isländische Politikerin, die zwischen 1991 und 1995 erste Präsidentin des zum Einkammerparlament reformierten Althing war.

## Biografie
Salome Þorkelsdóttir wurde 1979 erstmals 1979 Mitglied des Althing und gehörte dessen Oberhaus bis 1991 an. Zunächst war sie von 1983 bis 1987 Präsidentin des Oberhauses und danach bis 1988 2. Vizepräsidentin. Im Anschluss war sie zwischen 1988 und 1991 1. Vizepräsidentin des Vereinigten Thing aus Ober- und Unterhaus.
Nach der Auflösung des Zweikammersystems 1991 wurde sie Mitglied des Althing und war dessen erste Präsidentin von 1991 bis 1995. Als solche war sie auch Mitglied des Kollektiven Vizepräsidiums der Republik, dem Gremium, das den Präsidenten von Island vertritt.